# Heinrich III. (Löwen)
Heinrich III. von Löwen (* um 1060; † Februar oder März 1095 in Tournai) war Graf von Löwen und Brüssel von 1078 bis 1095. Er entstammt dem Haus der sogenannten Reginare.
Er war der Sohn Heinrichs II. von Löwen, Graf von Löwen und Brüssel, und der Gräfin Adela/Adelheid, die Tochter des Grafen Eberhard in der Betuwe und von Teisterbant, und spätere Gründerin der Abtei Affligem. 
Nach dem Tod des Pfalzgrafen Hermann II. von Lothringen († 1085) erhielt er das Landgrafschaft Brabant als Reichslehen vom Kaiser Heinrich IV.
Anlässlich der Weihe der Abtei Affligem (1086) übertrug Heinrich III. der Abtei ein Grundstück in der Nähe von Asse. 
Heinrich war mit Gertrude von Flandern (1080–1117) verheiratet, der Tochter von Robert I. von Flandern und Gertrude von Sachsen. Ihnen werden vier Töchter zugeschrieben. 
Im Februar oder März 1095 nahm Heinrich eine Musterung der Ritter des Kastellans von Tournai vor. Wie die Chroniken berichten forderte er dabei in großspuriger Art den Ritter Goswin de Forest zu einem Kräftemessen heraus. Im anschließenden Turnierritt wurde Graf Heinrich tödlich verwundet. Sein Bruder Gottfried der Bärtige folgte ihm in seinen Ämtern nach, seine Witwe heiratete 1096 Herzog Dietrich II. von Lothringen.